# Cochlearia tridactylites
Cochlearia tridactylites là một loài thực vật có hoa trong họ Cải. Loài này được Banks ex DC. mô tả khoa học đầu tiên năm 1821.